# Lijst van rijksmonumenten in Hernen
De plaats Hernen telt 11 inschrijvingen in het rijksmonumentenregister. Hieronder een overzicht.
| Object | Oorspronkelijke functie?  | Bouwjaar                | Architect     | Locatie        | Coördinaten?                  | Nr.? | Afbeelding |
| --- | ------------------------- | ----------------------- | ------------- | -------------- | ----------------------------- | ---- | --- |
| Boerenhuis met dwars woongedeelte onder rieten schilddak | Boerderij                 | midden 19e eeuw         |               | Broekstraat 1  | 51° 50' 9" NB, 5° 40' 54" OL  | 9308 | Meer afbeeldingen |
| Boerderij, ten dele uit secundair verwerkte, middeleeuwse baksteen opgetrokken | Boerderij                 | begin 19e eeuw          |               | Broekstraat 2  | 51° 50' 7" NB, 5° 40' 55" OL  | 9309 | Meer afbeeldingen |
| Boerderij onder met riet en pannen gedekt wolfdak, verbouwd tot bungalow, waarbij het historische karakter goed bewaard is gebleven                                                                                              | Boerderij                 | midden 19e eeuw         |               | Dorpsstraat 31 | 51° 50' 6" NB, 5° 40' 49" OL  | 9310 | Boerderij onder met riet en pannen gedekt wolfdak, verbouwd tot bungalow, waarbij het historische karakter goed bewaard is gebleven |
| Boerderij, waarvan het met een rieten schilddak gedekte woonhuis dwars op de stal gebouwd is | Boerderij                 | begin 19e eeuw          |               | Dorpsstraat 33 | 51° 50' 5" NB, 5° 40' 48" OL  | 9311 | Meer afbeeldingen |
| Sint Judocuskerk | Kerk en kerkonderdeel     | 1893                    | P.Stornebrink | Dorpsstraat 35 | 51° 50' 4" NB, 5° 40' 46" OL  | 9312 | Meer afbeeldingen |
| Gepleisterde boerderij onder met riet en pannen gedekt wolfdak | Boerderij                 | waarschijnlijk ca. 1800 |               | Dorpsstraat 16 | 51° 50' 8" NB, 5° 40' 51" OL  | 9316 | Gepleisterde boerderij onder met riet en pannen gedekt wolfdak                                                                      |
| R.K. Pastorie | Woonhuis                  | eerste helft 19e eeuw   |               | Dorpsstraat 30 | 51° 50' 7" NB, 5° 40' 46" OL  | 9317 | R.K. Pastorie |
| Kasteel Hernen | Kasteel, buitenplaats     | waarschijnlijk ca. 1350 |               | Dorpsstraat 40 | 51° 50' 4" NB, 5° 40' 35" OL  | 9318 | Meer afbeeldingen |
| Boerderij op een anker van het woonhuis gedateerd. Het woonhuis, dat een lage verdieping en een rieten schilddak heeft, is dwars op de stal gebouwd. Bovenlicht met gietijzeren levensboom, vensters met luiken en zesruitsramen | Boerderij                 | 1805                    |               | Dorpsstraat 46 | 51° 50' 2" NB, 5° 40' 46" OL  | 9319 | Meer afbeeldingen |
| Boerderij, onder met riet en pannen gedekt wolfdak | Boerderij                 | eerste helft 19e eeuw   |               | Dorpsstraat 48 | 51° 50' 2" NB, 5° 40' 48" OL  | 9320 | Meer afbeeldingen |
| Beltmolen | Industrie- en poldermolen | 1745                    |               | Molenhoek      | 51° 49' 42" NB, 5° 41' 37" OL | 9322 | Meer afbeeldingen |